# Gradina

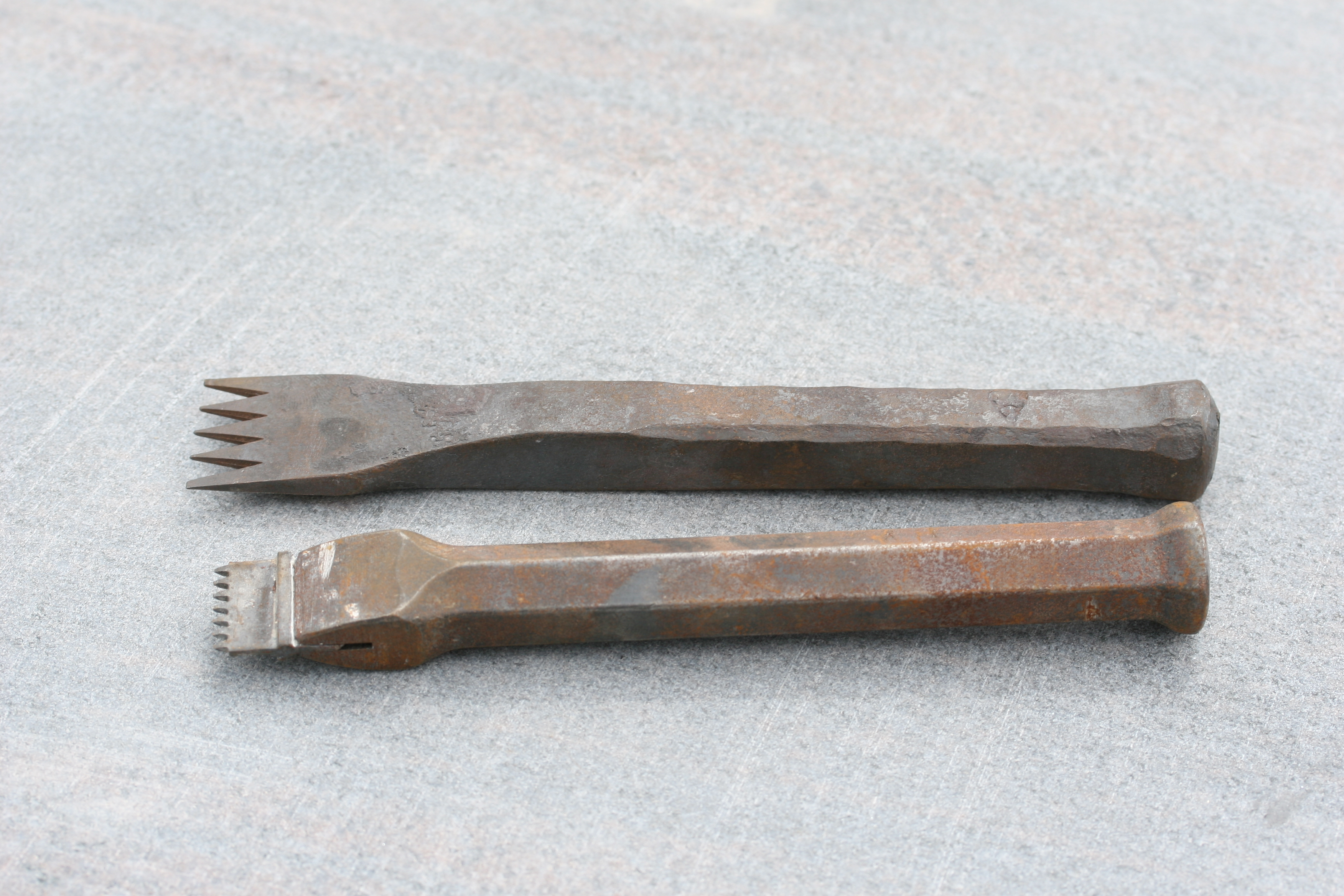
Gradina.

La gradina es un cincel dentado que se utiliza en la talla del mármol y otras piedras naturales como la caliza, arenisca o el granito.     Permite el desbastado de la piedra con facilidad y proporciona una textura en forma de líneas paralelas que ayuda a ver con mayor nitidez el plano de la talla que se está realizando.